# État de choc (film, 2019)
Pour les articles homonymes, voir État de choc et Trauma Center.
Pour plus de détails, voir Fiche technique et Distribution.
État de choc (Trauma Center) est un film d'action américain réalisé par Matt Eskandari, sorti en 2019.

## Synopsis
À San Juan, Porto Rico, une jeune femme du nom de Madison Taylor (Nicky Whelan) est blessée lorsqu'elle est prise sous le feu croisé de deux flics corrompus, Pierce (Tito Ortiz) et Tull (Texas Battle). Elle se réveille à l'hôpital et, en tant que témoin d'un de leurs crimes vicieux, elle est placée sous la protection du lieutenant de police respecté Steve Wakes (Bruce Willis). Le malheur de Madison se transforme en un véritable cauchemar lorsque Pierce et Tull décident de finir le travail, réalisant qu'elle est la clé qui leur permettra de remonter jusqu'au crime. Piégée et pourchassée par Pierce et Tull à l'intérieur de l'hôpital fermé, Madison appelle désespérément le lieutenant Wakes à l'aide. Mais elle doit utiliser son environnement pour se défendre seule pendant cette nuit de survie s'il y a un espoir de sortir vivante de l'hôpital.

## Fiche technique
- Titre original et français : Trauma Center
- Titre québécois : État de choc
- Réalisation : Matt Eskandari
- Scénario : Paul Da Silva
- Directeur de la photographie : Bryan Koss
- Musique : Nima Fakhrara
- Montage : R.J. Cooper
- Production : Randall Emmett, George Furla, Mark Stewart et Luillo Ruiz
- Sociétés de production : Emmett/Furla Oasis Films, BondIt Media Capital et The Pimienta Film Co.
- Sociétés de distribution :
  - États-Unis : Lionsgate / Grindstone Entertainment Group
  - Canada : VVS Films
  - France : StudioCanal
- Pays de production :  États-Unis
- Langue originale : anglais
- Format : couleur — 2.35:1
- Genre : action, thriller
- Durée : 87 minutes
- Dates de sortie :
  - États-Unis : 6 décembre 2019
  - France : 24 mars 2020 (1re diffusion à la télévision, sur C8) ; 26 avril 2020 (en VOD) ; 5 août 2020 (en DVD et Blu-ray)

## Distribution
- Bruce Willis (VF : Patrick Poivey ; VQ : Jean-Luc Montminy) : Steve Wakes
- Nicky Whelan (VF : Geneviève Doang ; VQ : Marie Bernier): Madison Taylor
- Tito Ortiz (VF : Gilles Morvan ; VQ : Patrick Chouinard) : Inspecteur Pierce
- Texas Battle (VF : Serge Faliu ; VQ : Louis-Philippe Dandenault) : Sergent Tull
- Catherine Davis (VF : Lisa Caruso ; VQ : Fanny-Maude Roy) : Emily Taylor
- Lala Kent : Renee
- Sergio Rizzuto : Marcos
- Jesse Pruett (VQ : Jean-Philippe Baril Guérard) : Phil, le client
- Steve Guttenberg (VF : Franck Capillery) : Dr Jones
- Heather Johnasen : Rachel, l'infirmière
- Tyler Jon Olson (VF : Fabrice Lelyon) : l'inspecteur Tony Martin

 Source et légende : version québécoise (VQ) sur Doublage.qc.ca et version française (VF) sur RS Doublage.